# 飛鳥井雅孝
飛鳥井雅孝（あすかい まさたか、弘安6年（1283年） - 文和2年（1353年））は、鎌倉時代後期から南北朝時代にかけての公卿。法名は妙恵。後醍醐天皇の代より北朝に仕えた。

## 官歴
- 正応2年（1289年）：従五位上、侍従
- 正応5年（1282年）：正五位下、右衛門佐
- 正応6年（1283年）：右少将
- 永仁2年（1293年）：従四位下、丹後介
- 永仁5年（1296年）：左中将
- 永仁7年（1298年）：正四位下
- 応長元年（1311年）：右兵衛督
- 正和元年（1312年）：従三位
- 元応元年（1319年）：正三位
- 嘉暦3年（1328年）：従二位
- 正慶元年（1332年）：正二位
- 貞和元年（1345年）：権中納言
- 観応2年（1351年）：出家のため致仕

## 系譜
- 養父：飛鳥井雅有
- 弟：飛鳥井雅顕
- 子：飛鳥井経有
- 子：飛鳥井雅宗
- 子：飛鳥井雅家